# Diethylamin
Diethylamin je organická sloučenina se vzorcem (CH3CH2)2NH, patřící mezi sekundární aminy.

## Výroba a použití
Diethylamin se vyrábí reakcí ethanolu s amoniakem katalyzovanou oxidem hlinitým, kde vzniká společně s ethylaminem a triethylaminem. V roce 2000 se vyrobilo kolem 80 000 tun těchto aminů.
Používá se na výrobu (reakcí s ethylenoxidem) N,N-diethylaminoethanolu, používaného jako inhibitor koroze. Je také prekurzorem mnoha dalších látek.
Někdy se diethylamin také používá na výrobu LSD.

## Bezpečnost
Toxicita diethylaminu je nízká, jeho páry však mohou způsobit přechodnou poruchu zraku.